# Анкудинов, Евграф Григорьевич
Евгра́ф Григо́рьевич Анкуди́нов  (19 [31] октября 1828 — 19 апреля 1872, Кронштадт, Санкт-Петербургская губерния) — офицер Российского императорского флота, участник Крымской войны, обороны Петропавловска, командовал корветом «Вол», фрегатами «Светлана» и «Дмитрий Донской», плавучей батареей «Не тронь меня», фрегатом «Севастополь», был командиром 6-го флотского экипажа, капитан 1-го ранга.

## Биография
Родился 7 (19) октября 1828 года в семье чиновника IX класса. Его старший брат, Николай Григорьевич — генерал-майор по адмиралтейству.
С 1 июля 1843 года был кадетом 1-го штурманского полуэкипажа, 7 апреля 1846 года был произведён в прапорщики Корпуса флотских штурманов. В 1847 году на корабле «Арсис» крейсировал в Немецком море. В 1848—1851 годах на бриге «Аякс», тендере «Лебедь» и шхуне «Дождь» плавал в Балтийском море; 11 июля 1851 года переименован в мичманы, 30 марта 1852 года произведён в лейтенанты и в том же году на шхуне «Дождь» крейсировал в Немецком море.
В 1853—1854 годах на фрегате «Аврора» под командованием капитан-лейтенанта Ивана Николаевича Изыльметьева совершил кругосветное плавание из Кронштадта на Камчатку.
Участие в Петропавловской обороне
В августе 1854 года лейтенант Анкудинов, как и другие члены экипажа фрегата «Аврора», принимал участие в обороне Петропавловска от англо-французской эскадры в ходе Восточной войны 1853—1856 годов.

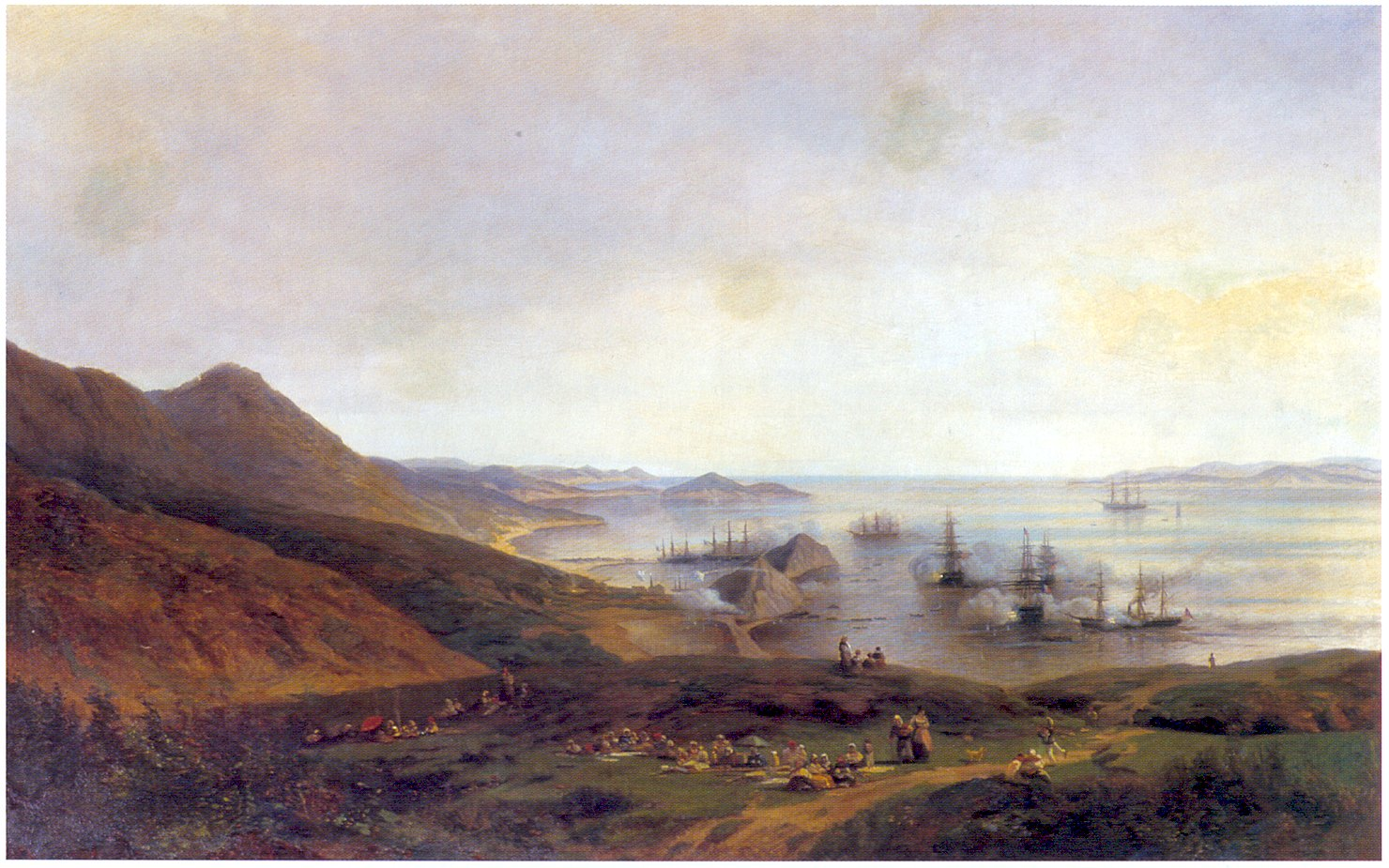
Оборона Петропавловска
(картина кисти А. П. Боголюбова)

20 августа лейтенант Анкудинов был послан вместе прапорщиком Корпуса морской артиллерии Н. И. Можайским, одним кондуктором и 57 рядовыми для исправления батареи № 3, пострадавшей от неприятельского обстрела. Руководитель обороны контр-адмирал В. С. Завойко в своём рапорте писал: «…В продолжение битвы фрегатов с батареей № 2 фрегат малого ранга „Евридис“ и бриг подходили два раза, имея десант в шлюпках, под выстрелы батареи № 3 и были прогоняемы ядрами; одна шлюпка с десантом потоплена; в то время на батарее распоряжались лейтенант Анкудинов и корпуса морской артиллерии прапорщик Можайский за отсутствием командира князя Максутова 2, посланного против десанта». Батарея была исправлена и сдана готовая к бою командиру — лейтенанту князю Максутову Второму, а лейтенант Анкудинов вернулся на корабль. 21 августа лейтенант Анкудинов возглавил стрелковую партию для захвата шлюпки, идущей от французского фрегата «Форт» к Сигнальному мысу. На шлюпке оказались взятые в плен 19 августа с портового русского бота унтер-офицер с семейством и один рядовой.
24 августа лейтенант Анкудинов возглавил абордажную партию, в которую входили гардемарин Д. И. Кайсаров 1-й, унтер—офицер, горнист и 33 рядовых. Когда неприятель занял высоты над городом, партия Анкудинова по приказанию Военного губернатора «выбить неприятеля» бросилась под сильным ружейным огнём на неприятеля и сбила его с высоты штыками, заставив в беспорядке ретироваться на шлюпки. В своем рапорте командиру фрегата лейтенант Анкудинов докладывал: «…При атаке неприятеля я должен с особенным счастием рекомендовать Вашему Высокоблагородию храбрость и мужество вверенной мне партии, могу утвердительно сказать, что каждый матрос исполнил свой долг, и не положил пятна на имя Русского воина».
1 декабря 1854 года произведён за отличие в капитан-лейтенанты со старшинством с 24 августа и награждён орденом Святого Владимира 4 степени с бантом.
После окончания Петропавловской обороны Фесун продолжил службу на фрегате «Аврора». Весной 1855 года, после зимовки в Петропавловске, фрегат в составе флотилии контр-адмирала В. С. Завойко направился к устью Амура. 8 мая в заливе Де-Кастри российские корабли неожиданно встретили разведывательный отряд англо-французской эскадры. Произошло «огневое соприкосновение», после чего фрегат «Аврора» тайным от неприятеля фарватером вошёл в Амурский лиман. Лейтенант Анкудинов в 1855 году был награждён орденом Святого Станислава 2 степени, и в 1856—1857 годах берегом вернулся в Петербург.
В 1858 году на винтовом фрегате «Илья Муромец» находился в плавании в Балтийском море. В 1859—1860 годах на том же фрегате, в должности старшего офицера, перешёл из Кронштадта в Средиземное море, затем командуя винтовым корветом «Вол», возвратился в Кронштадт. В 1860 году награждён орденом Святой Анны 2 степени. В 1861—1863 годах был командиром корвета «Вол». 2 января 1862 года произведён в капитаны 2 ранга. В 1863 году командовал батарейными плотами при Кронштадте, в 1864 году назначен командиром фрегата «Светлана». 1 января 1866 года произведён в капитаны 1 ранга, с того же года командовал фрегатом «Дмитрий Донской». В 1867 году командуя отрядом парусных яхт: «Королева Виктория», «Забияка» и «Никса», на которых проходили практику молодые офицеры, находился в плавании в Балтийском море.
В 1868 году, в качестве председателя комиссии при обзоре финляндских шхер, имея брейд-вымпел на пароходе «Ладога», командовал отрядом винтовых лодок. С 1869 по 1871 год командовал батареей «Не тронь меня» в Балтийском море. В 1870 году награждён орденом Святого Владимира 3-й степени с мечами. В 1871 году назначен командиром броненосного фрегата «Севастополь», а в 1872 году — командиром 6 флотского экипажа.
У Е. Г. Анкудинова был сын Григорий.
Умер в Кронштадте 7 (19) апреля 1872 года и там же был похоронен, на Городском Русском кладбище.

## Награды
За время службы капитан 1-го ранга Е. Г. Анкудинов был награждён следующими наградами:
- орден Святого Владимира 4-й степени с бантом (24 августа 1854)
- орден Святой Анны 2-й степени (1860)
- орден Святого Владимира 3-й степени с мечами (1870).